# Rémalard

Rémalard este o comună în departamentul Orne, Franța. În 2009 avea o populație de 1275 de locuitori.